# Arocephalus superpunctum
Arocephalus superpunctum är en insektsart som beskrevs av Adolf Remane och Asche 1980. Arocephalus superpunctum ingår i släktet Arocephalus och familjen dvärgstritar. Inga underarter finns listade i Catalogue of Life.